# Pioneer P-31
Pioneer P-31 o P 31 (también conocida como Atlas-Able 5B y Pioneer Z) fue el nombre de una sonda espacial de la NASA lanzada el 15 de diciembre de 1960 mediante un cohete Atlas y destruida durante el lanzamiento.
La misión de P 31 era situar una sonda con instrumentación científica en órbita lunar para estudiar el entorno Tierra-Luna y desarrollar la tecnología para controlar y maniobrar una sonda lunar desde la Tierra. Llevaba instrumentos destinados a estimar la masa de la Luna y la topografía de los polos lunares, registrar la distribución y velocidad de los micrometeoritos y estudiar la radiación, los campos magnéticos y las ondas electromagnéticas de baja frecuencia en el espacio.
El cohete portador de la sonda explotó a los 68 segundos del lanzamiento y a unos 12 km de altura debido al fallo de la primera etapa. Los restos cayeron a entre 12 y 20 km de Cabo Cañaveral, en el océano Atlántico, y a unos 20 m de profundidad.
Pioneer P-31, prácticamente idéntica a su antecesora Pioneer P-30, que también fracasó en su misión, tenía forma de esfera de 1 metro de diámetro, con un sistema de propulsión situado en la parte inferior que le daba una altura total de 1,4 metros.